# غاريك جونز
غاريك جونز (بالإنجليزية: Garrick Jones)‏ هو لاعب كرة قدم أمريكية ولاعب كرة قدم كندية أمريكي، ولد في 2 ديسمبر 1978 في ليتل روك في الولايات المتحدة.

## وصلات خارجية
- غاريك جونز على موقع JustSportsStats.com (الإنجليزية)